# Hein ter Poorten
Hein ter Poorten (ur. 21 listopada 1887 w Buitenzorgu, zm. 15 stycznia 1968 w Hadze) – dowódca Królewskiej Armii Holenderskich Indii Wschodnich podczas II wojny światowej. Ter Poorten był także dowódcą alianckich wojsk lądowych w American-British-Dutch-Australian Command na początku 1942 roku.

## Wczesne życie

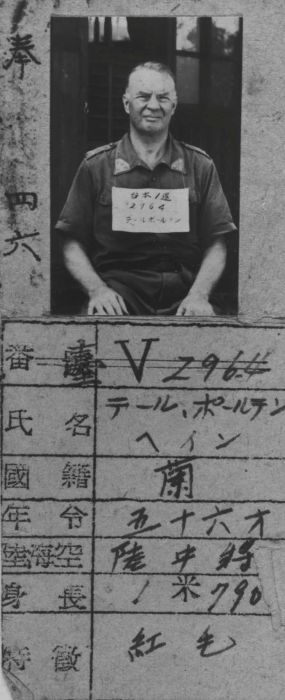
Gen. por. Hein ter Poorten w japońskiej niewoli

Hein ter Poorten urodził się w Buitenzorgu (obecnie Bogor) na Jawie, który w tamtym czasie był częścią Holenderskich Indii Wschodnich. Po zaprzysiężeniu na oficera artylerii w 1911 roku pomógł on w stworzeniu sił powietrznych armii, a w 1919 roku rozpoczął on kurs w Wyższej Akademii Wojskowej w Holandii.

## II wojna światowa
Po powrocie do Indii Wschodnich awansował stopniowo, stając się w lipcu 1939 roku szefem stabu generalnego Królewskiej Armii Holenderskich Indii Wschodnich (KNIL). Śmierć generała porucznika Gerardusa Johannesa Berenschota w październiku 1941 roku umożliwiła Ter Poortenowi, który w tym czasie też miał stopień generała porucznika, objęcie stanowiska dowódcy KNIL.
Ter Poorten był uważany przez swoich towarzyszy w armii za wykwalifikowanego dowódcę ze zrozumieniem spraw wojskowych w Indiach Wschodnich, dzięki czemu był dobrze traktowany przez swoich podwładnych i kolegów oficerów, lecz jego stosunki z administracją cywilną były mniej udane.
W styczniu 1942 roku, po wybuchu wojny z Japonią, Ter Poorten został mianowany dowódcą wojsk lądowych w American-British-Dutch-Australian Command, krótko istniejącego zjednoczonego dowództwa wszystkich sił alianckich w Azji Południowo-Wschodniej.
W marcu, po szybkich japońskich atakach i rozwiązaniu ABDACOM, Ter Poorten stał się de facto dowódcą wszystkich wojsk alianckich na Jawie. Pozostało mu jednak tylko bezwarunkowo poddać wyspę Japończykom. Resztę wojny spędził w najróżniejszych obozach jenieckich, a w 1945 roku powrócił do Holandii.

## Odznaczenia
- Krzyż Kawalerski Orderu Lwa Niderlandzkiego
- Krzyż Oficerski Orderu Oranje-Nassau – 17 sierpnia 1936
- Krzyż Rycerski Orderu Oranje-Nassau – październik 1911
- Krzyż Komandorski I klasy Orderu Miecza
- Krzyż Kawalera Komandora Orderu Imperium Brytyjskiego – 9 października 1941
- Krzyż Oficerski Orderu Narodowego Legii Honorowej